# Курширмат
Шир Мухаммед-бек Гази, полное имя, иногда Махмуд-бек (узб. Mahmood-bek), в русскоязычную литературу вошёл под прозвищем Курширмат (1895, Гарбаба, Ферганская область — 10 марта 1970) — видный деятель басмаческого движения, с 1923 года в эмиграции, первый руководитель организации «Унион», призванной во время Великой Отечественной войны при поддержке абвера восстановить повстанческое движение в Туркестане.

## Биография

### В царское время
Дед Шир Мухаммед-бека, Абдурахимбек, был беком у одного из последних глав Кокандского ханства Худояр-хана, в какое-то время при его дворе он занимал пост визиря. После распада Кокандского ханства Абдурахимбек стал жить в маргиланском кишлаке Кумарик, как простой дехканин. Отец Шермухаммедбека Кушакбой Ходжа был амином Кумарыка. В 1915 года он скончался в Константинополе на обратном пути из хаджа. В юности Шир Мухаммед-бек вёл образ жизни декханина, был мирабом, то есть делил воду по арыкам. В детстве или юности перенёс какую-то болезнь глаз и поэтому всегда ходил в темных очках. Отсюда широко распространившееся прозвище Кўршермат, которое переводится с узбекского, как Слепой Шермат. Учился грамоте в родном кишлаке у муллы, затем окончил медресе в Маргилане. По не подтверждённым данным Шир Мухаммед-бек активно участвовал в восстании 1916 года.
Как утверждают сын Шир Мухаммед-бека Даврон Бек и племянник Анвар Бек, их отец и дядя никогда до начала гражданской войны не покидал пределы Туркестана и в Российской тюрьме не сидел. Однако в этом им противоречат воспоминания известного башкирского тюрколога Заки Валиди. То, что Шир Мухаммед-бек освободился из заключения вскоре после революции подтверждают воспоминания узбекского эмигранта Абдухамида Кочара из Аданы.
Родственники описывают, что летом 1917 года во время демонстрации в окрестностях Ташлака Шир Мухаммед-бек вступился за избиваемого полицейским земляка и «ударил полицейского, свалив его с лошади» и затем «избил его до смерти». Шир Мухаммед-бек его братья и друзья были вынуждены скрываться, после чего он вместе со сторонниками совершает нападение на тюрьму в Скобелеве, чтобы вооружиться.

### Во главе повстанческого движения Ферганы
Махмуд-бек был лидером узбекского и туркменского басмачества в  Центральная Азия — (курбаши), сумевшим организовать басмачество в политическую силу и добиться крупных успехов в борьбе с советской властью, с 1920 года сумел получить официальную поддержку Кабула и затем действовал и на севере Афганистана.
Осенью 1921 Энвер-паша в союзе с Курширматом (Кур-Шир-Мухаммедом) и Джунаид-ханом, захватил значительную часть Бухарской народной советской республики. Для борьбы с ними в Туркестан прибыл главнокомандующий РККА С. С. Каменев, вместе с которым прибыли Г. К. Орджоникидзе и Я. Х. Петерс. Лишь в июне — августе 1922 созданной Бухарской группе войск под командованием Н. Е. Какурина, затем П. А. Павлова удалось разгромить басмачей.
В мае 1920 года Шир Мухаммед-бек (Курширмат), являясь непримиримым, прочно закрепил за собой лидирующую позицию среди курбаши басмаческих формирований в Фергане.
По мнению аналитиков из ЧК Курширмат выдвинулся и стал заметной фигурой после сдачи РККА 6 марта 1920 года общеферганского главы повстанцев Мадамин-бека. Ему удалось объединить отряды до 1500 бойцов. В феврале 1921 года после ряда неудач он ушёл в Восточную Бухару, но затем опять вернулся и был активен до конца 1921 года, после чего вновь ушёл в Восточную Бухару. С появлением Энвера-паши и под его влиянием Курширмат 12 января 1922 вновь возвращается в Ферганскую долину, пытаясь объединить вокруг себя все ферганское басмачество. По данным ЧК в сентябре 1922 года после ряда крупных поражений, ушёл в Афганистан, где поселился в Ханабаде.

### Возможное участие в ликвидации «красного басмача» Мадамин-бека
Прекративший борьбу и начавший сотрудничество с Советской властью курбаши Мадамин-бек предложил Шир Мухаммед-беку посредничество в переходе на сторону новой власти. Шир Мухаммед-бек подыграл Мадамин-беку, сообщив, что готов к переговорам, а сам подготовил ему западню.
По прибытии Мадамин-бека с отрядом в Уч-Курган на переговоры, Шир Мухаммед-бек арестовал Мадамин-бека и передал курбаши киргизских басмачей Хал-ходже, с которым у Мадамин-бека была личная острая вражда. Хал-ходжа отрубил Мадамин-беку голову. Большая часть формирований басмачества, некогда находящаяся в подчинении Мадамин-бека, перешла под управление Махмуд-бека и Хал-ходжи.
В конце марта 1921 Курширмат согласился вести переговоры о мире советскими войсками.. Но вёл их Курширмат весьма уклончиво. Выдвинутые им и другими руководителями басмачей требования об уступках по вопросам неприкосновенности шариата, восстановления суда и юстиции по шариату, частной собственности, права наследования и т. п. были «удовлетворены» командованием РККА с соответствующими поправками, но повстанцы были не согласны сложить оружие. По сведениям советских источников, 12 сентября ему был предъявлен ультиматум сдать оружие. Курширмат опять избежал прямого ответа. После этого Красная Армия начала наступление против его частей в районе Маргелана.
В ноябре 1921 года Шир Мухаммед-бек передал управление Ферганскими басмаческими формированиями курбаши Муэтдину, сам же переместился в Восточную Бухару, а оттуда перебрался в Афганистан.

### Разведывательно-диверсионная деятельность
В 1925 году с Курширматом в Кабуле встречался агент ОГПУ Г. С. Агабеков с целью получить текст его соглашения с англичанами, выяснив, что такого соглашения не было, Агабеков потерял интерес к разработке Курширмата.
По данным ОГПУ в период Второй мировой войны (до 1942 года) — Махмуд-бек был главным агентом по сбору разведывательных данных в республиках Средней Азии и северном Афганистане в интересах — турецкой, японской и германской разведок. Узбек по национальности, Махмуд-бек был опытным разведчиком. Благодаря созданной им разветвлённой разведывательной сети по обе стороны афгано-советской границы Махмуд-бек заработал большой капитал на торговле сведениями разведкам разных стран о текущей ситуации в Среднеазиатских республиках.
Помимо управления басмаческими формированиями, по заданию германской разведки в сентябре 1941 года расширил созданную им агентурно-диверсионную сеть на территории Советской Средней Азии, по средством которой занимался сбором разведывательной информации в регионе. По заданию германской разведки весной 1942 года сформировал в Северном Афганистане антисоветскую вооружённую организацию под названием «Унион». В её задачи входило возвращение на бухарский престол, находящегося в Кабуле, бывшего Эмира Сеид Алим-хана.

### Руководство организацией «Унион»
Первый руководитель организации «Унион» (Абвер) — антисоветской диверсионной организации, созданной абвером в начале 1941 года в Афганистане с целью сбора разведывательных данных и координации боевой деятельности басмаческих формирований для нападения на территорию Среднеазиатских республик СССР.
Нападение Третьего Рейха на Советский Союз курбаши басмачества в афганском Туркестане встретили с воодушевлением. Курбаши среднеазиатской эмиграции, находящиеся в Кабуле, объявили Гитлера своим «спасителем». А те, кто остался на севере страны, уже в июле 1941 года стал готовить свои отряды к возобновлению нападений на советскую территорию. Молодёжь из богатых эмигрантских семей, предвкушая скорый приход немцев, начала спешно изучать немецкий язык.
Афганская монархия вела себя сдержано по отношению к многочисленным формированиям басмачей на севере страны, поскольку была уверена в том, что в короткий срок Советский Союз будет разгромлен Германией, а у Афганистана появится шанс нарастить территорию, некогда входящими во владения Эмира Бухарского и Хана Хивинского, руками тех же басмачей.
В докладе Средне-восточного отдела Народного Комиссариата иностранных дел от 4 апреля 1942 года отмечалось, что группа афганских военных во главе с принцем Мухаммед Даудом разрабатывала план военного похода против СССР.
Кабульское Правительство, по данным советской разведки, было уверено в том, что части РККА, дислоцированные на советско-афганской границе, непременно будут переброшены на фронты для сражений с соединениями вермахта. И поэтому силами одной афганской дивизии, будет возможно овладеть Хивой и Бухарой.
Для укрепления отношений с басмаческими формированиями в Северном Афганистане, король Захир-шах заключил, с живущим в эмиграции в Кабуле сверженным Эмиром Бухары Сеидом Алим-ханом, секретное соглашение, которое предусматривало оказание Кабулу, басмаческими формированиями, вооруженной поддержки в случае столкновений с РККА.
В свою очередь курбаши басмачества всячески стремились закрепить договорённости с Кабулом на случай войны с СССР. В августе 1941 года курбаши наиболее крупного туркменского формирования Кызыл Аяк написал в адрес премьер-министра Хашим-хана письмо, в котором обращался с просьбой взять под своё покровительство Бухару и обязался, в случае необходимости поставить под ружьё до 40 тысяч вооруженных туркмен. Хашим-хан предложил всем курбаши держать свои формирования в полной боевой готовности, сориентировав, что удобный момент для нападения на СССР будет представлен после взятия вермахтом Москвы и Ленинграда. Летом 1941 года японская и германская миссии установили устойчивый контакт со всеми крупными курбаши среднеазиатского басмачества.
В августе 1941 года, по просьбе германской дипломатической миссии, Кацуби — японский поверенный, встретился с Сеидом Алим-ханом, проведя переговоры на предмет возможного сотрудничества против СССР. Бывший Эмир отказался от сотрудничества, однако окружение Сеида Алим-хана и многие курбаши басмачества охотно начали взаимодействие с агентами разведки Германии и Японии, сулившим большие средства за организацию партизанской деятельности на территории Советских Среднеазиатских республик.
В сентябре 1941 года Абвер поручила влиятельному среди басмачей узбекскому курбаши Махмуд-беку создание шпионско-диверсионную сети, по обе стороны советско-афганской границы. Это стало началом сотрудничества Махмуд-бека в качестве резидента абвера среди узбекских и туркменских формирований басмачей в Афганистане.
По заданию германской разведки Махмуд-бек создал осенью 1941 года в Баглане и Кундузе два опорных пункта для переброски в СССР немецких агентов. Весной 1942 году был перевербован Советской разведкой. В мае 1942 года был арестован официальной властью в Кабуле по требованию Великобритании. Арест Махмуд-бека на короткий срок дезорганизовал басмачество. Уже летом 1942 года была создана новая агентурно-диверсионная организация «Фаал».
Для данных разведок Махмуд-бек был ценным источником информации. Его уникальность состояла в управлении рабочей агентурной сетью. Даже после выдворения японского посла Китады, и попытки Кабульской власти выслать Махмуд-бека из Кабула, турецкий посол пригрозил Хашим-хану, на это, приспустить флаг над посольством Турции в Афганистане. Не желая эскалации дипломатических отношений с Анкарой, афганское руководство придержало это решение, оставив Махмуд-бека жить в Кабуле.
Осенью 1941 года К. Расмус — резидент германской внешнеполитической разведки в Кабуле приказал Махмуд-беку в северо-восточном афганском городе Баглан создать опорный пункт для переброски в СССР немецких агентов. С этой целью Махмуд-беку от немецкой миссии в Кабуле было передано 40 тысяч афгани.
Для выполнения приказа, данных средств было недостаточно. Однако, чтобы укрепить сотрудничество и доказать К. Расмусу и Д. Витцелю, свой потенциал и обосновать увеличения денежных субсидий, Махмуд-бек, доложил, о создании для абвера двух, вместо одного, опорных пунктов в северо-восточном Афганистане: в городах Баглан и Кундуз. К сказанному абверу, Махмуд-бек добавил — о вербовке им бывшего офицера Хамра Гуль-бека, который с осени 1941 года возглавил опорный пункт Абвера в Баглане.
В Кундузе в распоряжение абвера Махмуд-бек предоставил две явки. Успехи деятельности Махмуд-бека по созданию своей агентурной сети в Афганистане полностью удовлетворяли начальство абвера.

В ноябре 1941 года Махмуд-бек получил от абвера приказ на ускорение организации шпионской разведывательной сети в Среднеазиатских республиках СССР. Для этого ему было приказано вербовать агентов из числа советских граждан в Средней Азии, наладить сбор информации о политической обстановки в данном регионе. К. Расмуса поручил также, начать подготовку диверсионных групп для переброски на Советскую территорию.
Накануне наступления вермахта на Сталинград и Кавказ руководитель резидентуры Абвера в Кабуле Дитрих Витцель получил из Берлина приказ создать в Среднеазиатских республиках СССР разветвлённую агентурно-диверсионную сеть. В соответствии с показаниями о деятельности абвера в Афганистане, уже после победы СССР во Второй мировой войне, бывший немецкий посол в Кабуле Ганс Пильгер в ходе допроса в «Бутырке» сообщил о том, что в 1942 году Д. Витцель планировал развитие широкой агентурной сети в южной части Туркменской ССР, Таджикской ССР и Узбекской ССР для того чтобы они были:
- Способны подготовить и заслать диверсионные группы на территорию Советских Среднеазиатских республик для уничтожения мостов, линий связи и складов с продовольствием.
- Сформировать партизанские формирования в этих республиках и подготовить площадки для приёма немецких десантов.
- Осуществлять диверсии против советских аэродромов[18].

Посольство Германии в Кабуле через Махмуд-бека гарантировало курбаши басмачей большое количество оружия и лошадей. Д. Витцель и К. Расмус в начале 1942 года рекомендовали Махмуд-беку представить списки среднеазиатской эмиграции, участвующей налётах на СССР. Резиденты абвера в Афганистане обещали Махмуд-беку и дружественным ему курбаши, выделение немецкой миссией в Кабуле денежных средств, для обеспечения оружием и лошадьми. Для большего выманивания средств у абвера, узбекские и туркменские курбаши, через Махмуд-бека, направили К. Расмусу и Д. Витцелю списки, в несколько раз завышающие фактическую численность своих формирований.
Так до мая 1942 года, резидентом абвера в среде узбекского и туркменского басмачества был назначен Махмуд-бек, который при поддержке абвера к весне 1942 года создал в Северном Афганистане антисоветскую организацию, получившую название «Унион». Цель данной организации состояла в отвоёвывании территории Бухарского эмирата и возвращение на престол бывшего Эмира Сеид Алим-хана.
Усилия Абвера и японской разведки по провоцированию басмаческих нападений на советскую территорию были на контроле разведки СССР, имевшей широкую агентурную сеть в Северном Афганистане. На определённом этапе, Советской разведкой было принято решение о перевербовке Махмуд-бека за денежные средства и получение исчерпывающей информации об «Унионе». В начале 1942 года советская разведка вела пристальное наблюдение за деятельностью абвера и антисоветских эмигрантских организаций в Северном Афганистане.
В мае 1942 года Махмуд-бек был арестован афганской полицией по запросу Англии. Оказалось, что К. Расмус использовал Махмуд-бека не только для получения сведений о шпионско-диверсионной деятельности против Советского Союза, но и сбора разведывательной информации об обстановке в Индии. На должности руководителя организации «Унион» его сменил курбаши Сеид Мубашир-хан Тирази.

На этапе успешного наступления немецко-фашистских войск на Сталинград и Кавказ летом 1942 года антисоветские организации, сформированные из общины среднеазиатской эмиграции в Афганистане, начали активную подготовку к нападению на Советский Союз. Выход из игры Махмуд-бека на незначительный срок дезорганизовал басмаческое сообщество.

## Семья
- Первая жена (с 1916) — имя?, дочь мингбаши Музаффарбека[5]
  - Дочь — имя?[5],
- Вторая жена (с 1926) — Зульфинисо (?—1972) родом из Андижана, похоронена в Адане[5]
  - Сын — Давронбек, позднее Даврон Бек (род. 1927), живёт в США[5]
  - Сын — Джахонгирбек, умер в детстве, похоронен в Кабуле[5]
  - Дочь — Саодатхон, живёт в г. Адана (Турция)[5].
  - Дочь — Хосиятхон, умерла в детстве, похоронена в Кабуле[5]
- Брат — Ташмухаммадбек, был назначен послом Курширмата в Афганистане[5]
- Брат — Рузмухаммадбек[5],
- Брат — Шермухаммадбек[5],
- Брат — Тожмухаммадбек[5],
- Брат — Нурмухаммадбек (1899?—10 января 1984, Адана[8])
- Сестра — Туфахон[5]
- Сестра — Савринисохон[5]